# Roger Karl
Roger Karl, pseudonimo di Roger Trouvé (Bourges, 29 aprile 1882 – Parigi, 4 maggio 1984), è stato un attore francese.

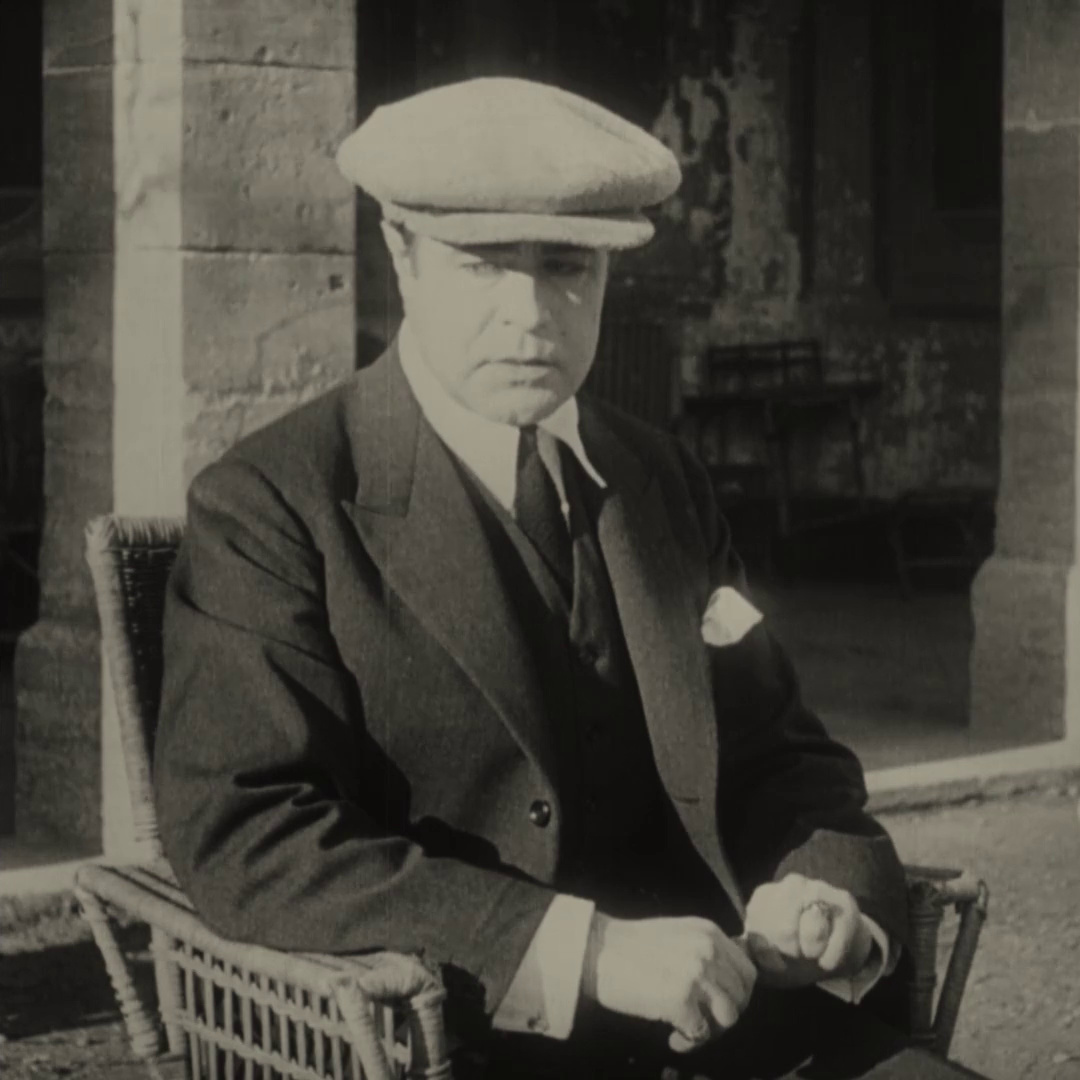

Attore che si divise tra cinema e teatro, sul grande schermo apparve in oltre una sessantina di differenti produzioni, lavorando con registi quali Léon Poirier, Louis Delluc, Abel Gance, Marcel l'Herbier, Christian-Jaque, ecc., e raggiunse la notorietà lavorando in varie pellicole del cinema muto francese degli anni venti.
Fu il marito dell'attrice Paule Andral.

## Biografia
Roger Trouvé, in seguito noto con il nome d'arte di Roger Karl, nacque a Bourges il 29 aprile 1882.
Agli inizi del Novecento, studiò al Conservatorio di Parigi, dove ebbe come insegnante Louis Leloir. In seguito, venne ingaggiato nella compagnia del Teatro Odéon, diretta da André Antoine, dove lavorò al fianco di Sarah Bernhardt.
Fece il proprio debutto cinematografico nel 1909 nei cortometraggi Cyrano de Bergerac (diretto da Jean Durand) e Mireille (diretto da Henri Caïn).
Nel 1920, fu tra i protagonisti, al fianco di Jaque Catelain e Claire Prélia, del film, diretto da Marcel L'Herbier, La giustizia del mare (L'Homme du large).
Nel 1925 sposò la collega Paule Andral.
Morì a Parigi, il 4 maggio 1984, all'età di 102 anni.

## Filmografia parziale

### Cinema
- Cyrano de Bergerac - cortometraggio, regia di Jean Durand (1909)
- Mireille - cortometraggio, regia di Henri Caïn (1909)
- La giustizia del mare (L'Homme du large), regia di Marcel L'Herbier (1920)
- Le coffret de jade, regia di Léon Poirier (1921)
- L'ombre déchirée, regia di Léon Poirier (1923)
- La femme de nulle part, regia di Louis Delluc (1922)
- L'affaire du courier Lyon, regia di Léon Poirier (1923)
- Le calvaire de Dona Pia, regia di Henry Krauss (1925)
- L'espionne aux yeux noirs, regia di Henri Desfontaines (1926)
- Cagliostro - Liebe und Leben eines großen Abenteurers, regia di Richard Oswald (1929)
- Coup de feu à l'aube, regia di Serge de Poligny (1932)
- Fantômas, regia di Pál Fejös (1932)
- La battaglia (La Bataille), regia di Nicolas Farkas e Viktor Turžanskij (1933)
- Notti moscovite (Les nuits moscovites), regia di Alexis Granowsky (1934)
- Cesare e Lucrezia Borgia (Lucrèce Borgia), regia di Abel Gance (1935)
- I misteri di Parigi (Les mystères de Paris), regia di Félix Gandéra (1935)
- La gondola delle chimere (La gondole aux chimères), regia di Augusto Genina (1936)
- Salonicco, nido di spie (Mademoiselle Docteur), regia di Georg Wilhelm Pabst (1937)
- A Venezia una notte (À Venise, une nuit), regia di Christian-Jaque (1937)
- La principessa Tarakanova, regia di Fëdor Ozep e Mario Soldati (1938)
- Ribellione (Boule de suif), regia di Christian-Jaque (1945)
- Le Cas du docteur Laurent, regia di Jean-Paul Le Chanois (1957)
- La poupée, regia di Jacques Baratier (1962)
- L'ultima rapina a Parigi (La Part des lyons), regia di Jean Larriaga (1971)

### Televisione
- Le sixième sens - miniserie TV, 10 episodi (1970)
- La mort d'un enfant - film TV, regia di Jean-Louis Muller (1974)